# Albert Costa (pilote automobile)
Pour les articles homonymes, voir Albert Costa (homonymie).
Albert Costa, né le 2 mai 1990 à Barcelone, est un pilote automobile espagnol.

## Palmarès
- Formule Renault 2.0
  - Champion d'Eurocup Formula Renault 2.0 en 2009 avec 6 Pole Positions, 5 victoires, 10 podiums et 6 meilleurs tours.
  - Champion de Formula Renault 2.0 West European Cup en 2009 avec 8 Pole Positions, 8 victoires, 9 podiums et 10 meilleurs tours.

- Formula Renault 3.5 Series
  - Une pole position, une victoire et un meilleur tour lors de la dernière course de la saison 2011
  - 7 podiums entre 2010 et 2011

- Eurocup Mégane Trophy
  - Champion en 2012 lors de sa première saison avec 8 Pole Positions, 6 victoires, 11 podiums et 7 meilleurs tours.

- 24 Heures du Mans
  - Vainqueur de la catégorie LMP2 en 2023.